# Dvorec Betnava
Dvorec Betnava (nemško Schloss Windenau) je dvorec v bližini Maribora na Štajerskem. Baročni dvorec, ki je dal ime istoimenskemu mestnemu območju, je bil razglašen kot kulturni spomenik državnega pomena.

## Zgodovina
Leta 1319 se v zgodovinskih virih dvorec omenja z imenom Wintenaw (Betnava). V 16. stoletju je ta prerasel v utrjeno renesančno graščino z vodnim jarkom. Grofje Herbersteini so jo spremenili v protestantsko rezidenco s kapelo in pokopališčem. V 18. stoletju so dvorec, ki je leta 1685 pogorel, baročno preoblikovali. Prezidali so osrednje poslopje s stopniščem in reprezentativnimi prostori, na severni strani so mu dodali kapelo, ostala tri krila pa so pustili nedotaknjena. Slavnostno dvorano so poslikali leta 1784 z baročno iluzionistično poslikavo z alegorični prizori. Dvorec je menjal veliko lastnikov, med njimi so bile plemiške rodbine Herbersteini, Khiessl, Auerspergi, Ursini von Rosenberg, Szekely in Brandisi. Betnava je leta 1863 postala poletna rezidenca mariborsko-lavantinskih škofov, čeprav jo je škofija jemala v najem že desetletja prej.
Nasproti pročelja je urejen park, ki je bil v 19. stoletju zasnovan v duhu angleškega krajinskega sloga. Dvorec krasi izredno skladna arhitektura, ki se je zgledovala po tedaj na Dunaju modnem poznobaročnem florentinskem slogu, dobil jo je leta 1784. 
Dvorec Betnava je sedaj ponovno v cerkveni lasti.